# ジョー・サトリアーニ
ジョー・サトリアーニ（Joe Satriani、1956年7月15日 - ）は、アメリカ合衆国のギタリスト。
身長172cm。

## 概要
ニューヨーク州ロングアイランド出身。先祖はイタリア系移民である。ギターを始めたのは14歳（1970年）と比較的遅く、ジミ・ヘンドリックスの死のニュースを耳にしたことがきっかけだったという。それまではドラムをプレーしていた。高校で音楽理論を身に着けた後、ニューヨークの音楽系カレッジであるファイブタウンズ大学で短期間学んでいるが、大学よりもジャズ・ギタリストのビリー・バウアー及びピアニストのレニー・トリスターノに師事したことから多大な影響を受けた。前後して自らギターを教え始め、当時の教え子にはスティーヴ・ヴァイがいた。その後音楽キャリアを求めてカリフォルニア州バークレーに移った後も教師を続け、カーク・ハメットやアレックス・スコルニック、チャーリー・ハンターなど数々のギタリストを教えた。
主にギター・インストゥルメンタルを中心に作曲しており、出世作は1987年の『サーフィング・ウィズ・ジ・エイリアン』。同作品によってサトリアーニはテクニックだけでなく、その音楽性においても高い評価を得た。1989年の『フライング・イン・ア・ブルー・ドリーム』では、初めてボーカルも披露している。
その技術は評価が高く、名ギタリストの1人として数えられる人物である。まるでギターが喋っているかのような多彩なプレイ、代表曲「Satch Boogie」、そして名字に由来する「Satch」（おしゃべり）の愛称で知られている。先述のようにギター教師としての顔も著名で、多くの名ギタリストを育てた。
1988年3月、ミック・ジャガーの初の日本公演に同行。1993年12月にはツアーの最中にギタリストを失ったディープ・パープルのライブで急遽代役を務めるなど、大物ミュージシャンからも信頼されている。自作曲のコンサートの他に、著名ギタリスト2人と競演する「G3」が有名で、2005年5月には初めての日本公演も行っている。ジミ・ヘンドリックスに多大な影響を受けたと語っており、「G3」では楽曲のカヴァーも披露する。
昔は長髪だったが、現在はスキンヘッド。サングラスをかけてステージに立つが、これは「演奏中、目を閉じているのを観客に見られるのが恥ずかしいから」とのこと。
彼のインストゥルメンタルはテレビ番組などでBGMとして使われ、「Summer Song」はスポーツ番組のダイジェストなどでたびたび採用される。また、Crowd Chant はテレビ東京系「日経スペシャル カンブリア宮殿」のオープニングテーマに使用されている。
2008年、元ヴァン・ヘイレンのサミー・ヘイガーとマイケル・アンソニー、レッド・ホット・チリ・ペッパーズのチャド・スミスと共にチキンフットを結成した。
決してインストゥルメンタル・プレイヤーになろうと思っていたわけではなかったんだよ。ビッグなヴォーカルのあるロック・バンドの一員に本当になりたかったんだ。今までいくつかのオファーもあったけど、どれもイマイチだった。このCHICKENFOOTに出会うまでは！。
2009年にはセルフタイトルのファースト・アルバムを発表。
2024年3月22日、スティーヴ・ヴァイとのジョイントツアー『SATCH-VAI』をフロリダ州オーランドより開始。また3月29日に、ヴァイとのコラボ曲「The Sea Of Emotion, Pt.1」を発表。翌30日には、息子のZ.Z.が監督を務めた同曲のミュージック・ビデオをYouTubeでプレミア公開した。

## 使用機材
メインギターは、アイバニーズのジョー・サトリアーニ・シグネイチャーモデル（JSシリーズ）。当初は22フレットのモデルのみであったが、後に24フレットのモデルが追加されている。ジョー曰く「マーケティングの必要に迫られて」とのこと。ドニー・ハントが手掛けた「Alien」や、ジョーの姉妹がペイントを施したものなど、カラフルなカラーリングを施したワンオフモデルや、ボディにメッキを施した「Chrome Boy」等、多種多様なモデルが存在する。

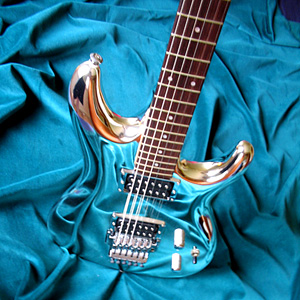
アイバニーズのJS10th 「Chrome Boy」

ジョーがアイバニーズのギターを使用するようになったころから愛用している「Black Dog」と彼が呼んでいるモデルは、元々黒いボディであったが、彼と彼の妻がボディに銀と紫のマーカーでグラフィティを施していた。この「Black Dog」を再現したギターが限定発売されたこともある。
ピックアップは、ディマジオで、今までに彼の名を冠する製品が数種発売されている。
アンプとキャビネットは、現在はマーシャルで、JVMシリーズを基に改良が加えられた彼のシグネイチャーモデル。一時ピーヴィーのアンプを使用し、自身のモデルが発売されていたが、短期間の使用に留まり再びマーシャルに戻っている。
エフェクトペダルは、永らくボスのDS-1やDD-2（3）、ジム・ダンロップの535Q、デジテックWhammyなどを使用していた。
ヴォックスからSatchurator（ディストーション）、Ice 9（オーバードライブ）、Time Machine（ディレイ）、Big Bad Wah（ワウ）といった彼のシグネイチャーペダルが発売されている。

## ディスコグラフィ

### ソロ作品

#### スタジオ・アルバム
- 『ノット・オブ・ディス・アース』 - Not of This Earth (1986年)
- 『サーフィング・ウィズ・ジ・エイリアン』 - Surfing with the Alien (1987年)
- 『フライング・イン・ア・ブルー・ドリーム』 - Flying in a Blue Dream (1989年)
- 『ジ・エクストリーミスト—極—』 - The Extremist (1992年)
- 『タイム・マシーン』 - Time Machine (1993年) ※オリジナル作とライブ盤のCD2枚組
- 『ジョー・サトリアーニ』 - Joe Satriani (1995年)
- 『クリスタル・プラネット』 - Crystal Planet (1998年)
- 『エンジンズ・オブ・クリエーション』 - Engines of Creation (2000年3月14日)
- 『ストレンジ・ビューティフル・ミュージック』 - Strange Beautiful Music (2002年6月25日)
- 『イズ・ゼア・ラヴ・イン・スペース?』 - Is There Love in Space? (2004年4月13日)
- 『スーパー・コロッサル』 - Super Colossal (2006年3月14日)
- 『プロフェッサー』 - Professor Satchafunkilus and the Musterion of Rock (2008年4月1日)
- 『ブラック・スワンズ・アンド・ワームホール・ウィザーズ』 - Black Swans and Wormhole Wizards (2010年10月5日)
- 『アンストッパブル・モメンタム』 - Unstoppable Momentum (2013年5月7日)
- 『ショックウェイヴ・スーパーノヴァ』 - Shockwave Supernova (2015年)
- 『ホワット・ハプンズ・ネクスト』 - What Happens Next (2018年)
- 『シェイプシフティング』 - Shapeshifting（2020年）
- 『ジ・エレファンツ・オブ・マーズ』 - The Elephants of Mars（2022年）

#### EP
- Joe Satriani (1984年)
- 『ドリーミング #11』 - Dreaming #11 (1988年) ※オリジナル1曲とライブ3曲のミニアルバム
- Additional Creation (2000年3月14日)
- Supernova Remix - The Free EP (2016年)

#### コンピレーション・アルバム
- The Beautiful Guitar (1993年)
- 『アンソロジー』 - The Electric Joe Satriani - An Anthology (2003年11月18日)
- One Big Rush: The Genius of Joe Satriani (2005年)
- Joe Satriani Original Album Classics (2008年)

#### ライブCD・DVD
- 『THE SATCH TAPES』 - The Satch Tapes (1993年) ※原版はVHS、LD。2003年11月18日にDVDで再発
- 『ライヴ・イン・サンフランシスコ』 - Live In San Francisco (2001年) ※CD、DVD、VHS
- 『ライヴ!』 - SATRIANI LIVE! (2006年10月31日) ※CD、DVD
- 『ライヴ・イン・パリ：アイ・ジャスト・ワナ・ロック』 - LIVE IN PARIS:I JUST WANNA ROCK (2010年4月21日) ※DVD
- 『サッチュレイテッド -ライヴ・イン・モントリオール-』 - Satchurated: Live in Montreal (2012年4月24日) ※DVD

### G3
- 『G3ライヴ』 - G3 Live In Concert (1997年) ※CD、DVD
- 『G3 ライヴ:ロッキン・イン・ザ・フリー・ワールド』 - G3 - Rockin' In The Free World (2004年2月24日)
- G3 - Live In Denver (2004年2月24日) ※DVD
- 『G3 ライヴ・イン・トーキョー』 - G3 - Live In Tokyo (2005年10月25日) ※CD、DVD

### チキンフット
- 『チキンフット』 - Chickenfoot (2009年)
- 『チキンフット III』 - Chickenfoot III (2011年)
- LV (2012年)

### 主なセッション参加作品
- ブルー・オイスター・カルト - 『イマジノス』 - Imaginos (1988年)
- アリス・クーパー - 『ヘイ・ストゥーピッド』 - Hey Stoopid (1991年)※5曲に参加
- パット・マルティーノ - 『光と影のギタリズム!』 - All Sides Now (1997年)※2曲に参加
- ヤードバーズ - 『バードランド』 - Birdland (2003年)※1曲に参加
- ジョーダン・ルーデス - 『リズム・オヴ・タイム』 - Rhythm of Time (2004年)※2曲に参加
- イアン・ギラン - 『ギランズ・イン』 - Gillan's Inn (2006年)※3曲に参加
- スティーヴ・ミラー・バンド - 『ビンゴ!』 - Bingo! (2010年)※2曲に参加

## 主な共演者

### ジョー・サトリアーニのバンドメンバー
- ジェフ・キャンピテリ（Jeff Campitelli）：ドラムス
- ネイザン・イースト（Nathan East）：ベース
- スチュアート・ハム（Stuart Hamm）：ベース
- マット・ビソネット（Matt Bissonette）：ベース
- デイヴ・ラルー（Dave Larue）：ベース
- アンディ・フェアウェザー・ロウ（Andy Fairweather Low）：ギター
- エリック・コデュー（Eric Caudieux）：キーボード、ギター
- ガレン・ヘンソン（Galen Henson）：ギター　※本来はツアーマネージャーであるが、ギタリストとしても一線級のテクニックを持っているため、ツアーではバッキングを主に担当するサイドギタリストとして起用しているとの事。

### G3ギタリスト（メインアクト）
- スティーヴ・ヴァイ（Steve Vai）：ギター、ボーカル
- エリック・ジョンソン（Eric Johnson）：ギター、ボーカル
- ケニー・ウェイン・シェパード（Kenny Wayne Shepherd）：ギター
- ロバート・フリップ（Robert Fripp）：ギター
- エイドリアン・レッグ（Adrian Legg）：ギター
- マイケル・シェンカー（Michael Schenker）：ギター
- ウリ・ジョン・ロート（Uli Jon Roth）：ギター
- ジョン・ペトルーシ（John Petrucci）：ギター
- イングヴェイ・マルムスティーン（Yngwie J. Malmsteen）：ギター、ボーカル
- ポール・ギルバート（Paul Gilbert）：ギター、ボーカル
- スティーヴ・ルカサー（Steve Lukather）：ギター
- スティーヴ・モーズ（Steve Morse）：ギター

### G3での他の共演者（2005年の東京公演にて）
- トニー・マカパイン（Tony MacAlpine）：ギター、キーボード
- ビリー・シーン（Billy Sheehan）：ベース、ボーカル
- マイク・ポートノイ（Mike Portnoy）：ドラムス
- マーティ・フリードマン（Marty Friedman）：ギター
- DAITA：ギター

## 来日公演

### 単独公演
- Flying in a Blue Dream Tour（1990年）
  - 9月19日・20日 東京 簡易保険ホール
- Japan Tour 1996（1996年）
  - 6月13日 大阪 松下IMPホール
  - 6月15日 名古屋 ボトムライン
  - 6月16日・17日 東京 LIQUIDROOM
- Strange Beautiful Tour（2002年）
  - 10月3日 名古屋 名古屋クラブクアトロ
  - 10月4日 大阪 オンエア大阪
  - 10月6日 東京 SHIBUYA-AX
- Surfing to Shockwave Tour（2017年）
  - 2月7日 大阪 なんばHATCH
  - 2月8日 東京 中野サンプラザ

### サポート
- Primitive Cool tour（1988年）
  - 3月15日・16日・18日・28日 大阪 大阪城ホール
  - 3月22日・23日 東京 東京ドーム
  - 3月25日・26日 名古屋 ポートメッセ名古屋
    - ミック・ジャガーのソロツアーに帯同
- The Battle Rages On tour（1993年）
  - 12月2日 名古屋 名古屋レインボーホール
  - 12月3日 大阪 大阪城ホール
  - 12月5日 横浜 横浜文化体育館
  - 12月6日・7日 東京 日本武道館
  - 12月8日 東京 代々木第一体育館
    - ディープ・パープルのサポート[注 3]

### フェス
- G3 2005 Japan Tour（2005年）
  - 5月05日 東京 Zepp東京
  - 5月06日 大阪 グランキューブ大阪
  - 5月08日 東京 東京国際フォーラム
  - 5月09日 名古屋 愛知県芸術劇場
  - 5月10日 広島 広島郵便貯金ホール
    - ゲスト：スティーヴ・ヴァイ、ジョン・ペトルーシ
- The Best of All Worlds Tour（2024年）
  - 9月20日 名古屋 フォレストホール
  - 9月22日 大阪 堂島リバーフォーラム
  - 9月23日 東京 有明アリーナ
    - サミー・ヘイガーによるヴァン・ヘイレントリビュート・コンサート